# Chiesa di San Michele (Villasalto)

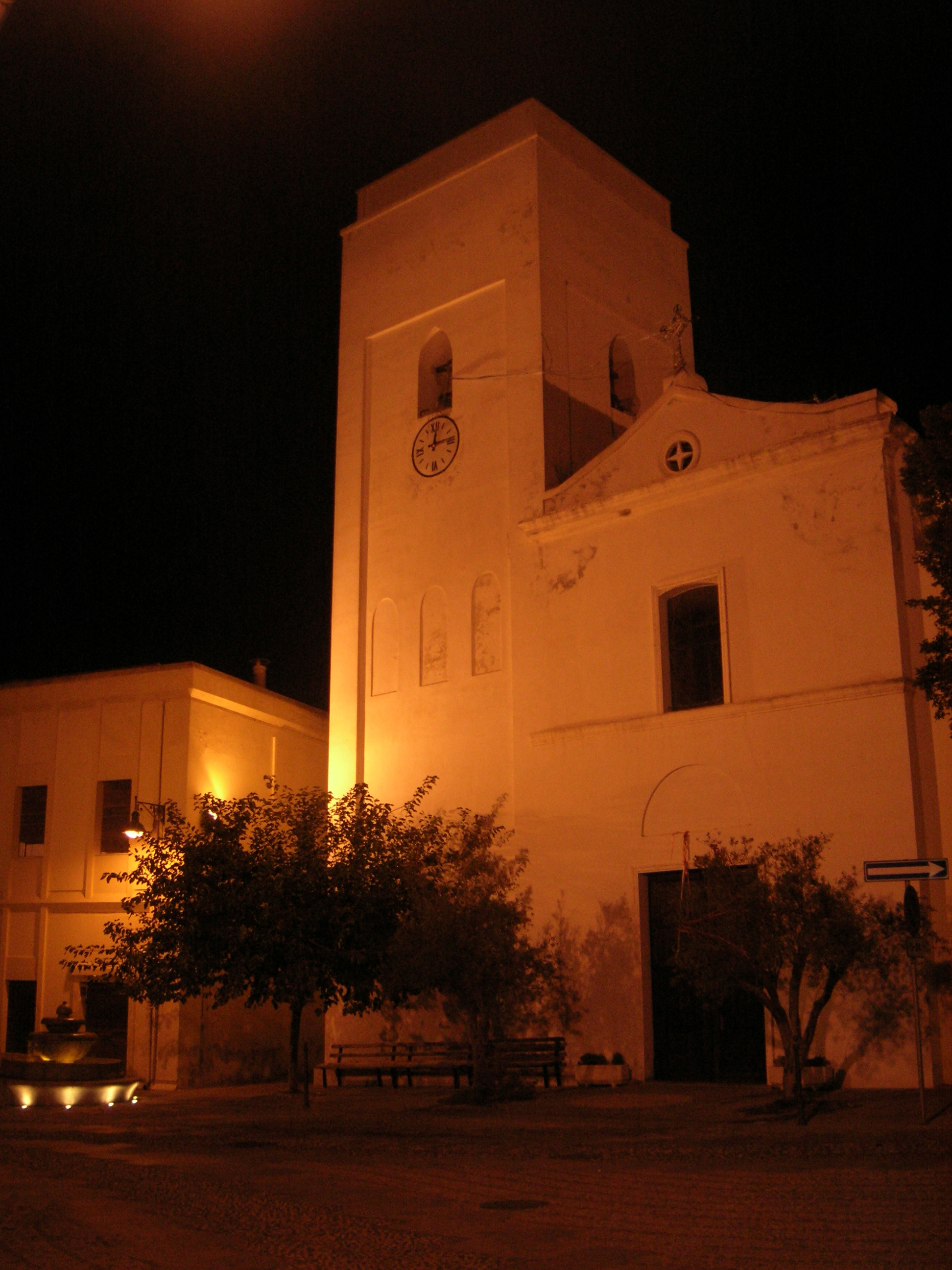
Chiesa parrocchiale di San Michele Arcangelo a Villasalto

 La chiesa di San Michele Arcangelo è un edificio religioso situato a Villasalto, centro abitato della Sardegna sud-orientale. Consacrata al culto cattolico è sede dell'omonima parrocchia e fa parte dell'arcidiocesi di Cagliari.
Edificata nel 1600  per volere dell'arcivescovo Alonso Lasso Sedeno, sostituì come parrocchiale l'ormai inadatta chiesa di Santa Barbara. La chiesa presenta un'aula mononavata, coperta con volta a botte, sulla quale si aprono alcune cappelle laterali. Conserva al suo interno due tele ed alcune statue in legno del Seicento e un organo a canne del XVIII secolo.